# Black Chamber

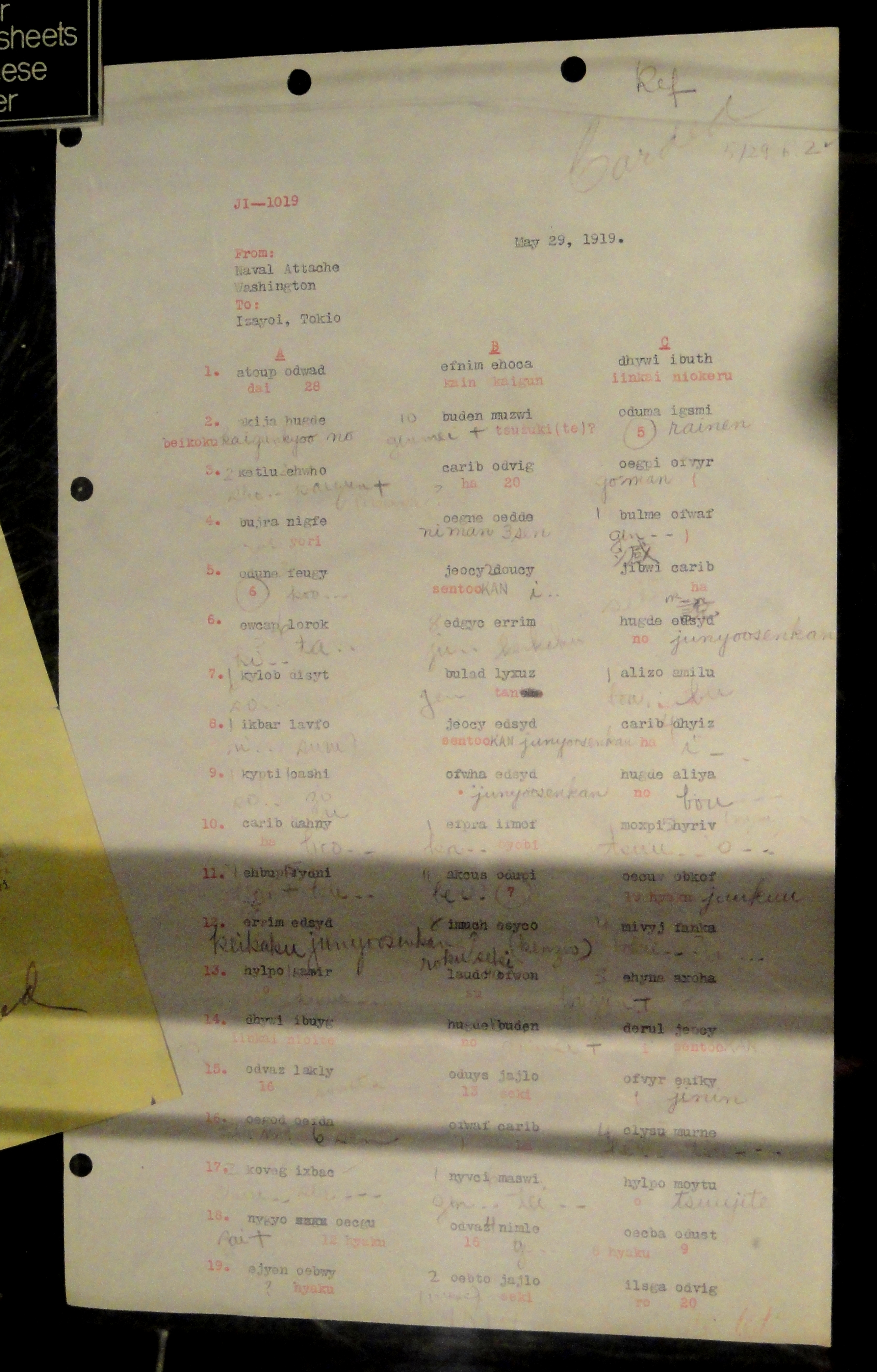
Feuille de décryptage du code japonais (1919).

La Black Chamber, aussi connue sous le nom de Cipher Bureau, était la première structure de cryptanalyse des États-Unis en temps de paix et un précurseur indirect de la National Security Agency. Les structures de chiffrement ou déchiffrement précédemment mises en place par le gouvernement fédéral étaient temporaires et toujours abandonnées, tentatives menées par les différentes branches des forces armées américaines avant et pendant la Première Guerre mondiale.

## Le MI8: une structure créée pour la guerre
Dirigé par Herbert Yardley (1889-1958), le MI8 fut créée en 1917 lors de l'entrée des États-Unis dans la Première Guerre mondiale, conjointement par l'Armée de terre des États-Unis et le département d'État (équivalent du ministère des Affaires étrangères). Yardley et ses équipes étaient basés à Washington et travaillaient dans un bureau du Theodore Roosevelt Hall, dans le complexe du Fort Lesley J. McNair. Pendant la guerre, les travaux du MI8 permettent l'arrestation de plusieurs espions allemands opérant aux États-Unis.

## La Black Chamber: une structure permanente
En mai 1919, une nouvelle structure fut montée sous le nom officiel de Cipher Bureau (Bureau du Chiffre). L'armée, pressentie pour financer le bureau à hauteur de 60 %, se retira finalement du projet. Le bureau vit néanmoins le jour, dissimulé sous couvert d'une société commercialisant des codes pour la banque et les affaires. Également dirigé par Yardley, une partie du personnel (20 personnes à l'origine) fut repris du MI8. Située dans la ville de New York au 3 East 38th Street, à côté de la Cinquième Avenue, il produisait et vendait réellement des codes aux entreprises. Ses employés n'étaient pas considéré comme des fonctionnaires, mais sa mission réelle était de casser le code des communications (principalement diplomatiques) des autres pays. Son succès le plus notable fut pendant la conférence navale de Washington en 1922 durant laquelle il aida les négociateurs américains en leur fournissant les courriers de plusieurs délégations, principalement la japonaise.
Le département d'État a adopté en 1924 des compressions budgétaires dans la forme d'un soutien très réduit, et Yardley a été forcé de licencier plus de la moitié de son personnel. Le bureau est tombé à seulement six employés, y compris Yardley et le service a déménagé la même année dans un immeuble de bureaux au 52, avenue Vanderbilt.
La structure fut fermée le 1er novembre 1929 à la suite du retrait du département d'État de son financement. Le secrétaire d'État Henry Lewis Stimson ayant déclaré que « les gentlemen ne lisent pas le courrier des autres », et du refus des forces armées des États-Unis d'assumer seule ce budget.
Les archives et les moyens de la « Black Chamber » sont récupérés par le Signals Corps de l'US Army.